# Xacal comú
El xacal comú o xacal daurat (Canis aureus) és una espècie de mamífer carnívor originari del sud-est d'Europa, el sud-oest d'Àsia, el sud d'Àsia i parts del sud-est d'Àsia. Pertany al gènere Canis i el seu pelatge varia, segons la localitat, entre el terrós rogenc i el gris groguenc. El xacal comú té una alimentació molt variada des de petits rosegadors a ocells passant per insectes, rèptils, carronya i escombraries.
Habita el sud-est i centre d'Europa (fins a Àustria i Hongria), Àsia menor, el proper orient i est d'Àsia. No està en perill per la gran àrea que ocupa i alimentació variada. És una espècie molt adaptable que també viu al Caucas i boscos de l'Índia. És el xacal més gros i l'únic que viu fora de l'Àfrica. N'hi ha 7 subespècies. Genèticament està més relacionat amb el llop i el coiot que amb altres xacals.

## Descripció

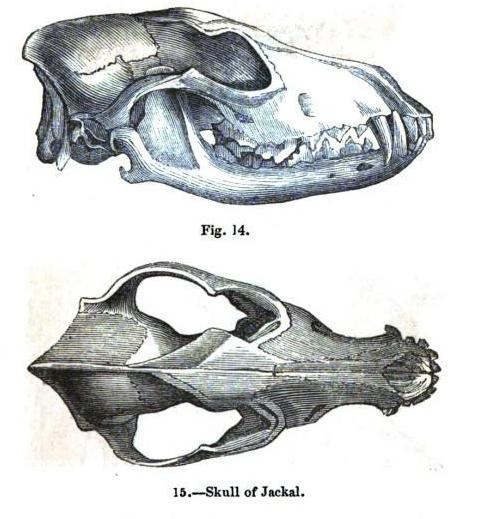
El crani del xacal comú és més semblant a llop i coiot que a altres xacals

Els xacals comuns són més petits i més lleugers que els llops. Les femelles tenen cinc parells de mamelles i són un 12% més menudes que els mascles. Els adults fan de 74-106 cm de llarg, 38-50 cm d'alçada a l'espatlla i pesen 7-15 kg. La cua és més recta i més curta que la dels llops.

## Comportament
Només caça de nit. La femella pareix cap al març i els cadells són independents tres o quatre mesos després. Arriben a la maduresa sexual en un any.
El nínxol ecològic que ocupa és semblant al de la guineu roja, tot i que el xacal comú és, generalment, més gros. Hi ha evidència del fet que, segurament per aquest motiu, la guineu tendeix a evitar al xacal.

## Subespècies
Actualment es reconeixen les següents subespècies:
- Canis aureus aureus - Orient Mitjà, Iran, Turkmenistan, Afganistan, el Pakistan, Índia Occidental.
- Canis aureus cruesemanni - Tailàndia.
- Canis aureus ecsedensis - Europa central i Conca Pannònica.
- Canis aureus indicus - Sucontinent indi.
- Canis aureus moreoticus - Sud-est europeu, Àsia menor i Caucas.
- Canis aureus naria - Sri Lanka i sud-oest de la costa de l'Índia.
- Canis aureus syriacus - Israel, Síria, Liban i Jordània.

Anteriorment el llop daurat africà (Canis lupaster) també es considerava una subespècie del xacal xomú (C. aureus lupaster). Aquesta classificació es mantingué en peu fins a la dècada del 2010, quan diversos estudis en revisaren la taxonomia i conclogueren que era una espècie diferent.

## Expansió
El xacal comú s'està expandint de forma natural més enllà dels seu rang de distribució al sud-est d'Europa cap a Europa central i nord-est, en zones on hi ha poca o nula presència del llop.
S'han vist exemplars a Belarús, Txèquia i Alemanya. Es va registrar per primera vegada a Dinamarca el 2015, l'individu probablement era un migrant natural de més al sud, i des de llavors s'ha confirmat l'espècie des de diversos llocs de Jutlàndia. Els mitjans de comunicació neerlandesos es van fer ressò d'un albirament als Països Baixos, però no és clar si aquest xacal era un fugitiu d'un zoològic privat. El juliol de 2019, es va albirar un xacal comú a l'est de Finlàndia, a uns 100 quilòmetres de la frontera russa, i posteriorment es descobriren proves d'un albirament anterior de 2018 prop de Kajaani a Finlàndia central. L'any 2020, un individu fou enregistrat per una càmera de fototrampeig al nord de Noruega, convertint-lo fins ara en l'observació més septentrional de l'espècie.
A França l'espècie fou detectada el 2017 a la regió alpina de l'Alta Savoia. A finals del 2020 també se'n va veure un exemplar al departament de les Boques del Roine, a tocar del Mediterrani, i el febrer del 2021 es va enregistrar l'albirament més a l'oest al departament de Deux-Sèvres, a la regió Nova Aquitània.
A principis de l'any 2023 es va constatar la presència del primer exemplar a la península Ibèrica, concretament al municipi basc d'Agurain fruit d'un atropellament. L'anàlisi de l'ADN mitocondrial van confirmar que es tractava d'un exemplar de Canis aureus.

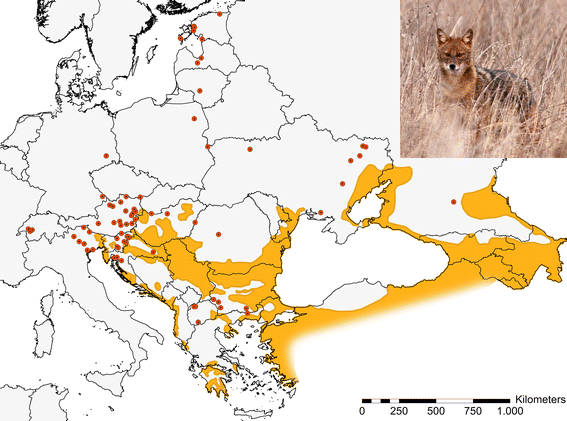
Distribució i albiraments a Europa el 2015